# رمي الحلقات
رمي الحلقات هي لعبة تشبه لعبة حدوة الحصان يلعبها فريقان أو لاعبان يتناوبان رمي الحلقات في صندوق الرمي. ولتسجيل هدف، يجب على اللاعب إلقاء الحلقة داخل الصندوق أو في علبة تكون موجودة داخل الصندوق أو على بعد قدم (بحجم الحذاء) من الصندوق، 

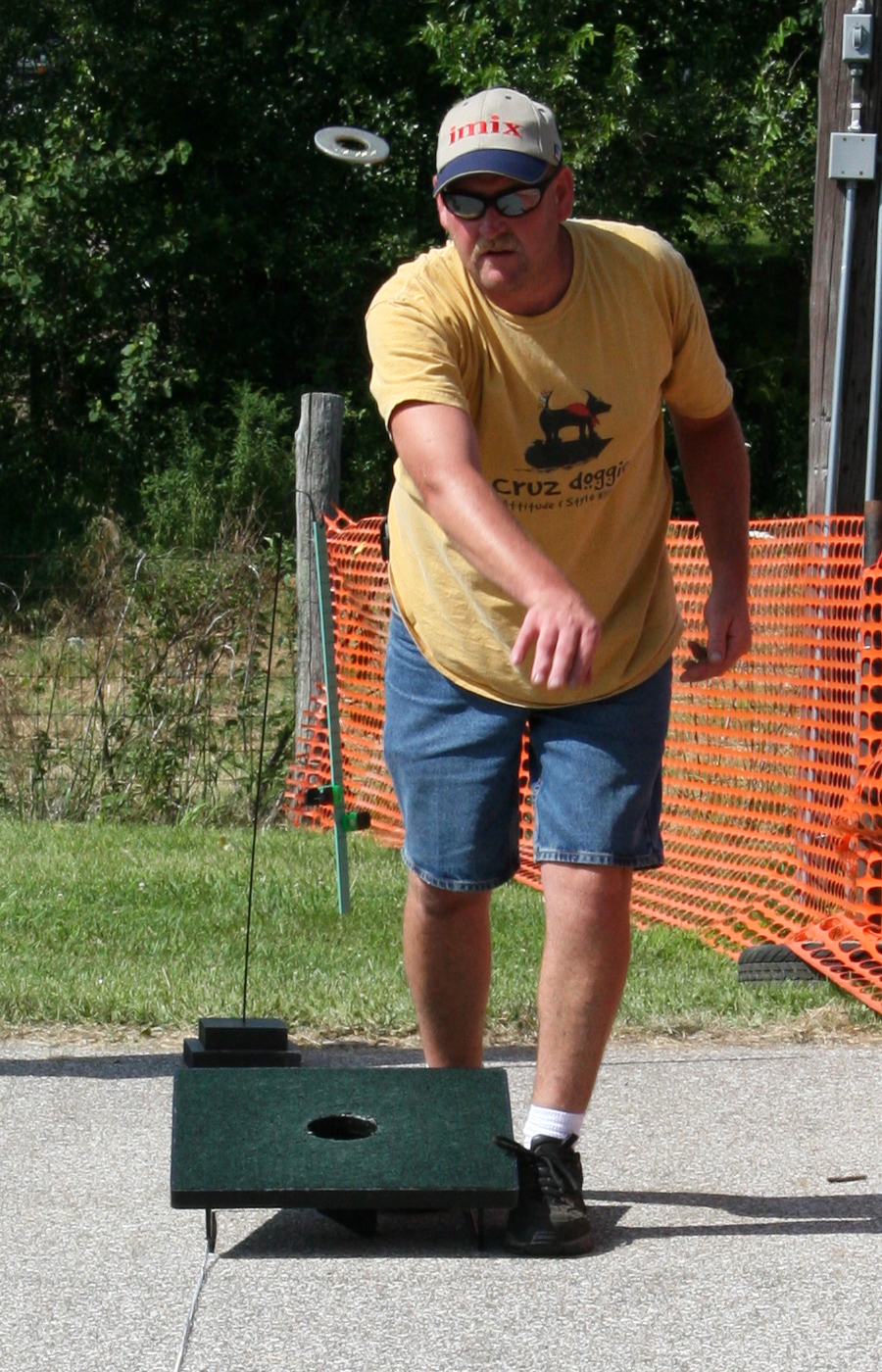
وهناك دوري لهذه اللعبة في ولاية إنديانا.

إن الهدف من اللعبة هو إحراز نقاط عن طريق إلقاء حلقات معدنية، عادة ما يكون قطرها بوصتين تقريبًا، في حفرة محددة باستخدام علبة أو أنبوب من البولي فينيل كلوريد في صندوق، وتختلف صناديق الحلقات في أحجامها وشكلها لكن هناك معيارًا للحلقات ذات الثقب الواحد، وهو 16 × 16 بوصة مع كأس أسطوانية الشكل (قطرها 4½ بوصة وارتفاعها 5 بوصات) توجد على السطح العلوي للصندوق. توضع الصناديق على بعد 20 قدمًا من بعضها البعض وغالبًا ما يتم تحديد هذه المسافة باستخدام خيط مثبت على مقدمة كل صندوق، ولكن عند عدم وجود خيط مثبت على الصندوق يمكنك قياس عشر خطوات من صندوق للآخر وتكون عادة 20 قدمًا.
يقف الرامي بجوار الصندوق أو خلفه ثم يرمي الحلقات في الصندوق الآخر بطريقة ما خادعة في العادة، ويكون إحراز النقاط بشكل مشابه للعبة حدوة الفرس حيث يمكن للفريق الثاني الذي عليه الدور في اللعب رد النقاط التي أحرزها الفريق الأول ثم إضافتها لإجمالي نقاطه، وتحسب ثلاث نقاط عند الرمية الصحيحة (عندما تقع الحلقة في الكأس). ويتم منح نقطة واحدة لكل رمية صحيحة داخل الصندوق، وعادة ما يكون عدد نقاط اللعبة 21 نقطة.

## الأشكال المختلفة
هناك الكثير من الأشكال المختلفة في حجم الحلقات والمسافة التي يجب الرمي منها وتكوين الصناديق وحجم وعدد الثقوب.
في ولاية ألبرتا، كندا، تعرف هذه اللعبة باسم «الحلقات»، ولا تستخدم الصناديق. ويكون سطح التسجيل عبارة عن لوحة بسُمك 3/4 بوصة ومساحتها 12 × 12 بوصة تقريبًا ويوجد بها ثقب في المنتصف بقطر 4 بوصات. وهناك لوح آخر بسمك 3/4 بوصة ومساحة 4 × 12 بوصة يثبت بمسامير أفقيًا في نهاية سطح التسجيل على شكل حرف 'T' وعلى بعد بوصتين على كلا جانبي سطح التسجيل. ويكون سطح التسجيل مائلاً بزاوية نحو الرامي، يتم منح نقطة واحدة عندما تقع الحلقة فوق سطح التسجيل تمامًا ونقطتين للحلقة التي يقع نصفها خارج سطح اللعب (سواء كان على الجانب أو المقدمة أو الحفرة) وتعطى 3 نقاط عندما يقع القرص داخل الحفرة و4 نقاط إذا وقع القرص في الزاوية المقابلة للقطعة المستقيمة من اللوحة وألا تكون أفقية على سطح التسجيل و5 نقاط إذا استقرت الحلقة في أعلى اللوحة بشكل مستقيم، ولكن الرمية التي تحقق 5 نقاط صعبة للغاية لأن سمك اللوح عندما يكون مستقيمًا 3/4 بوصة فقط. ولا يتم منح نقاط على الرميات القريبة من الصندوق. وتكون أسطح التسجيل متباعدة على مسافة 20 بوصة لكن هذه المسافة ليست خاضعة للوائح التنظيمية وتعتمد على سطح الأرض، وتشتهر هذه اللعبة في بطولات الرمي البطيء ومهرجانات الأماكن المفتوحة الأخرى.
في مدينة سانت لويس بولاية ميسوري، توضع الصناديق على مسافة 25 قدمًا من بعضها البعض وتحتسب نقاط اللعب عند 15 نقطة. وفي اللعبة التي بها ثلاثة ثقوب، توضع ألواح الرمي على بعد 10 أقدام من بعضها البعض. وفي بنسلفانيا، تكون هذه اللعبة بدون ألواح ويحتسب الهدف عندما تكون الحلقة على بعد بوصتين من أنبوبة بلاستيكية موضوعة على الأرض أو داخلها بحيث تكون المسافة بين الأنبوبين 21 قدمًا. وتُمنح نقطة واحدة لحلقة اللاعب الأكثر اقترابًا من الأنبوبة ونقطتان «للحلقة المعلقة» (الحلقات التي تكون بارزة فوق الحافة بحيث يمكنك رؤية القاع من الوسط)، وثلاث نقاط «لرمية الطوق».
في شكل آخر من رمي الحلقات في ولاية تكساس لا توجد ألواح، وتكون الحلقات بسُمك 1 بوصة للقطر الداخلي و2 1/2 بوصة للقطر الخارجي. وتكون الكؤوس المصنوعة من البولي فينيل كلوريد بحجم 3 بوصات أو 3 1/2 أو 4 بوصات (3 هو الحجم المفضل) في القطر الداخلي، وتكون المسافة بين جزأي اللعبة 21 قدمًا. يجب أن تكون «ثقوب» الحلقات (حيث يتم دفن الكؤوس) مساحتها 48 بوصة مربعة وأن تتكون من تربة رملية أو من الطمي. تتكون اللعبة من 21 نقطة، وتحصل أقرب حلقة للكأس على نقطة واحدة، وتحصل الحلقة «الأضعف» - وهي أي حلقة تكون فوق الحافة الداخلية للكأس - على 3 نقاط. ويحصل اللاعب على 5 نقاط عندما «تعبر الحلقة الكأس». إذا وصل المنافس إلى الكأس الخاص بك، تلغى النقاط، ويتم احتساب الرميات الأخرى بصورة طبيعية.
في مسابقة أجريت في ليك جورج، نيويورك في أغسطس 2008، توضع الصناديق على بعد 10 أقدام تقريبًا من بعضها البعض ويكون المشاركون جالسين أثناء الرمي، وتتكون الألعاب من 11 نقطة وتتكون المباراة من أفضل ثلاث لعبات متتالية. يتم منح نقطة واحدة للحلقة التي تقع «في الصندوق»، وثلاث نقاط للحلقة التي تقع «في الأنبوبة» ونقطتين للحلقة التي تستقر على حافة الصندوق، ويتم حذف النقاط أو «إلغاؤها» عند مطابقة الحلقات التي تم رميها مسبقًا؛ وهذا الشكل من اللعبة ليس قياسيًا ولا نوصي به اللاعبين الجدد.
في ولاية كونيتيكت، هناك اختلاف آخر في اللعبة، حيث يتم اللعب باستخدام حلقات مصد في ولاية كونيتيكت. وتتكون اللعبة من فريقين حيث يتكون كل فريق من لاعبين ويكون مجموع اللاعبين أربعة، كما يختلف لوح الحلقة عن الأماكن الأخرى هنا. وهناك مدن معينة في ولاية كونيتيكت (كيلينجلي وبروكلين) يتم فيها اللعب بلوح عرضه وطوله 20 بوصة تقريبًا. وحجم الثقب الذي يوجد في المنتصف هو نفس حجم ثقب صندوق الحلقات، ولكن هذا اللوح يدعمه لوح خلفي بارتفاع 6 بوصات وبهذا يرتفع 20 بوصة بزاوية صغيرة وتتوفر للحلقات لوحة بمساحة ثلاث بوصات للخلف حتى تكون داخل اللعبة، ثم يتم ربط الألواح ببعضها البعض بحبل رفيع ثم يمتد ليفصل بين الصندوقين بمسافة 16 قدمًا وذلك بحبل مستقيم وكذلك الطول المناسب للحقل. وتتكون المباراة من 21 نقطة حيث تحتسب نقطة واحدة عندما تقع الحلقة على اللوح و3 نقاط عندما تقع في الثقب، كما تختلف قواعد تسجيل الأهداف، ومع ذلك فإن المعارضين لديهم الفرصة لإلغاء النقاط التي يحرزها الفريق المنافس سواء بمحاولة الرمي ويمكنه الفوز في الشوط بإحراز الرميات. في حالة إحراز الفريق المنافس رميتين على اللوح أي نقطتين والفريق الآخر رميتين واحدة على اللوح وأخرى في الثقب، يكون إجمالي النقاط 4 ويتلقى هذا الفريق نقطتين لإلغاء نقاطه.
في ولاية ميتشجن، هناك شكلان إلى ستة أشكال لهذه اللعبة حيث لا توجد فرق ويكون كل لاعب بمفرده، ويوضع الصندوقان بجوار بعضهما البعض، وتستخدم حلقات مختلفة الألوان ويرمي جميع اللاعبين في الصندوقين من مسافة 20 قدمًا. ويتم تحديد اللاعب لضربة البداية بالقرعة في بداية اللعبة وبعد الجولة الأولى يبدأ اللاعب الذي لديه عدد أكبر من النقاط في الرمي فالذي يليه فالذي يليه وهكذا، ويرمي كل لاعب بدوره ثلاث حلقات، ويتم احتساب إجمالي النقاط مثل لعبة رمي الحلقات العادية باستثناء أن هناك صندوقين وكل صندوق يحتسب أهدافه لنفسه. ويتم إلغاء تسجيل الأهداف أو إلغاؤها بعد أن يرمي جميع اللاعبين، وأول لاعب فردي يحرز 21 نقطة يكون الفائز، ويجب أن يفوز بجولتين. يساعد هذا الشكل المتغير من اللعبة على زيادة ديناميكيات الفريق داخل المباراة حيث يمكن لقائد اللعبة أن يستهدف بسهولة التقليل من نقاط الفريق المنافس.
في منطقة ساي كونج في هونغ كونغ، هناك شكل آخر لنفس اللعبة، وهو «اللوح المثقوب» والذي أصبح مشهورًا بين الأجانب المحليين الذين يعيشون بالمنطقة. وهي مشتقة من لعبة رمي الحلقات الأصلية، وجاءت إلى هونغ كونغ عن طريق سكان أمريكا الشمالية الذين انتقلوا للعيش بالمنطقة منذ بضع سنين، وعادة ما تُلعب هذه اللعبة في شرفة منزل أحد المشاركين حيث تطورت مجموعة فريدة من القواعد (والصناديق) بمرور السنين. ويقف كل لاعب أو فريق على «لوح مثقوب» به ثلاث ثقوب وبين الصندوقين عشرة أقدام، ويعطى كل لاعب ثلاث حلقات. ويعني الوصول لأول حفرة الحصول على نقطة والحفرة الوسطى ثلاث نقاط ومع وجود ثلاث حلقات على لوحة التسجيل، فهذا يعني إحراز نقطة واحدة (على الرغم من أنه لا يمكنك الفوز بالمباراة بهذه الطريقة). تتكون المباراة من 21 نقطة وتطبق 'مخارج الرمي' (حيث تقع حلقتك على حلقة المنافس) ويجب على اللاعب إنجاز 21 نقطة بالضبط - إذا زاد عدد النقاط يتم خصم العدد من أهداف اللاعبين. وإذا ارتد أحد اللاعبين وكان ذلك في متناول اللاعب، يجوز للاعب الآخر محاولة الوصول إلى الحلقة وهي فوق اللوح، وإذا نجح اللاعب في التقاط الحلقة يحق له رميها مرة أخرى. تعتبر «الدورة» هي أعلى تقدير في لعبة اللوح المثقوب ويحصل عليها عندما ينجح اللاعب في الوصول للحفر الثلاث بالثلاث حلقات، وينتج عن هذا فوز اللاعب على الفور ويحصل على جائزة بأن يسجل اسمه على ظهر اللوح المثقوب. ويطلق على لاعب ما «القنبلة الذكية» بسبب دقته وذلك عندما يحرز 37 دورة خلال عمله لمدة عامين في اللوح المثقوب.
في هاواي، توجد نسخة أخرى مغايرة تُلعب بصندوق مساحته 15 بوصة × 15 بوصة × 6 بوصة من الأمام و11 بوصة من الخلف، ويطلق عليها أسماء مختلفة مثل «حدوة الحصان البرتغالي» و«حدوة المهرة البرتغالية» و«حدوة المهرة البرتعالية» و«حدوة المهرة البرتغالية» إلخ. بوجه عام، تكون نقاط المباراة 30 نقطة، مع حساب نقطة واحدة لرمي الحلقة في الصندوق ونقطتين عندما تكون فوق جزء من الحفرة و3 نقاط عندما تكون الحلقة فوق الحفرة مباشرة.
في ولاية كولورادو، هناك قواعد لعب مختلفة (على غرار اللعبة في ولاية إلينوى) ويتم إنشاء الصناديق بمساحة 15 × 15 بوصة مع أنبوب بلاستيكي في المنتصف. توضع الرمال والأنبوب في الصندوق، وتستخدم حلقات بقطر 3/4 بوصة (ضمن المقاييس) ويوضع الصندوقان على مسافة 30 قدمًا من بعضهما البعض (تُقاس من مقدمة الصندوق الأول حتى مقدمة الصندوق الثاني). يقف كل لاعب بجوار صندوق، ويتم احتساب النقاط المسجلة حيث يُعطى كل لاعب 5 حلقات ليلقيها متتابعة، والهدف هو إلقاء الحلقات في صندوق حلقات اللاعب المنافس أو بالقرب منه. والغرض من اللعبة إحراز 21 نقطة قبل المنافس، وليس بالضرورة أن تنتهي اللعبة عندما يحرز اللاعب 21 نقطة، ويُمنح المنافس الفرصة للرمي مرة أخرى (العدل) لفرض التعادل أو أخذ وقت إضافي. إذا لم يستطع المنافس التعادل تنتهي المباراة، ويتم تحديد الفائز عندما يكمل المنافس النقاط ويصل للتعادل أو تكون له الصدارة. تحصل الحلقة التي تدخل الأنبوب على 5 نقاط، وعند سقوط الحلقة في الصندوق وخارج الأنبوب تحتسب نقطتان، والحلقة التي تستقر على حافة الصندوق تحتسب 3 نقاط، وعندما تقع الحلقة خارج الصندوق أو على بعد مقدار حلقة من الصندوق فإنها تحتسب نقطة واحدة. ويمكن أن تُلعب هذه اللعبة كلعبة فردية أو ثنائية، وتنعقد بطولة كولورادو السنوية لرمي الحلقات في دنفر بكولورادو.
في وسط إلينوي، تختلف لعبة رمي الحلقات حيث تكون بإعدادات مختلفة. كذلك، بدلا من استخدام الألواح أو الثقوب، يتم استخدام «صناديق» للرمي تجاهها، وتكون قواعد ذلك الاختلاف كالتالي:

### الأجهزة
صندوقان (2):
- - خشب - 2 × 4 جوانب (15 بوصة من الخارج/12 بوصة من الداخل)؛ والخشب الرقائقي (من 1/2 إلى 3/4 بوصة سُمك – 15 بوصة × 15 بوصة مربع)
  - سجادة - (12 بوصة × 12 بوصة – السمك اختياري، قصير/متوسط مفضل)
  - أنبوب - (من البلاستيك بقطر 4 بوصات) – يُخفض لارتفاع مستوى أعلى من الألواح الجانبية. (يستخدم لاصق صناعي لتثبيت الأنبوب البلاستيكي والسجادة.)

الحلقات (4):
- - الحديد أو النحاس - 2 ½ بوصة قطر خارجي – 1 بوصة قطر داخلي (تقريبًا بسمك 1/8 بوصة). حفرتان صغيرتان بالحائط في 2 من 4 حلقات لتصميم فريق

### الإعداد
يوضع الصندوقان على بعد 30 قدمًا من بعضهما البعض (المسافة من الصندوق 1 إلى الصندوق 2) على مستوى سطح الأرض، ويفضل التحرك شمالاً أو جنوبًا لتجنب تشتيت أشعة الشمس من جانب/لاعب واحد.

### قواعد عامة
يلقي اللاعبون الحلقات في محاولة لإدخالها في الصندوق أو عليه أو بالقرب منه أو في الأنبوب، وعند الرمي يمكن للاعب أن يخطو للأمام، أمام الصندوق أو بكامل جسمه خلف الصندوق، لكن يجب أن تبقى قدم واحدة على الأقل خلف مقدمة الصندوق، (مقدمة الصندوق هي الجانب الذي يواجه المنافس.) أي أنه يجوز للاعبين الوقوف بجوار الصندوق ويمكن أن يتخطاه بقدم واحدة، ويرمي كل لاعب حلقتين ويرميهما قبل أن يقوم المنافس برمي حلقتيه أيضًا (على أساس اللعبة التقليدية 4 لاعبين. ويوجد أدناه قائمة بالأشكال المتغيرة للعبة.) يجوز للاعب رمي الحلقتين مرة واحدة، لكن هذا غير مستحسن من أجل الدقة، ويعتمد أسلوب الرمي فقط على مرجعية اللاعب، ويلقي الفريق الذي يسجل نقاطًا أولًا في الجولة التالية.

### احتساب النقاط
يتم احتساب النقاط كما يلي:
نقطة واحدة – عندما تقع الحلقة على بعد قدم من الصندوق أو تستند إليه أو تكون تحته
نقطتان – عندما تستقر الحلقة أعلى حافة الصندوق
3 نقاط – عندما تقع الحلقة داخل الصندوق لكن ليس في الأنبوب
5 نقاط – عندما تقع الحلقة داخل الأنبوب
ملحوظة: يمكن للاعب/فريق واحد فقط التسجيل في كل جولة.

### أوضاع التسجيل
1)	يرمي اللاعب 1 الحلقتين على بعد خمسة أقدام من الصندوق بينما يرمي اللاعب 2 حلقة في الصندوق وأخرى على بعد 10 أقدام من الصندوق. يحرز اللاعب 2 عدد 4 نقاط (3+1).
2)	يرمي اللاعب 1 واحدة بعيدًا وواحدة على بعد 5 أقدام من الصندوق، واللاعب 2 يرمى حلقة بعيدًا وأخرى على الأنبوب، على الرغم من أن اللاعب 1 لديه 1 نقطة؛ فإن رمية اللاعب 2 في الأنبوب تلغي حلقته، وبهذا يحرز اللاعب الثاني عدد 5 نقاط.
3)	يرمي اللاعب 1 واحدة في الصندوق وواحدة على بعد 10 أقدام من الصندوق، ويرمي اللاعب 2 حلقة على بعد 5 أقدام من الصندوق، يلغي اللاعب 2 نقطة واحدة للاعب 1، لكنها لا تزال خارج رمية صندوق اللاعب 1؛ لأن رمية اللاعب 1 كانت في الصندوق، فإنها تلغي لعبتي اللاعب 2 من رميات قريبة من الصندوق. وبهذا يحرز اللاعب 1 عدد 3 نقاط.
•	إذا رمى كل فريق الحلقة تحت الصندوق أو مستندة للصندوق فكلاهما تلغي الأخرى ولا يحقق أي منهما نقاطًا، وعند رمي أحد الفريقين الحلقة تحت الصندوق والآخر مستندة للصندوق، يسجل الفريق الذي حلقته تحت الصندوق نقطة، ومع ذلك أي رمية داخل الصندوق أو الأنبوب تلغي جميع الرميات خارج الصندوق سواء كانت على بعد 12 قدمًا أو مستندة للصندوق أو تحته.
وبعد رمي كل الحلقات الأربع، يتم حساب النقاط، من الممكن أن تدفع حلقة حلقة أخرى لموضع أحسن أو أسوأ في أثناء اللعب، إذا تحركت حلقة أو تحولت أو تغير موضعها خلال الرمي يُنظر إلى المواضع الأخيرة ويتم احتساب النقاط.
ملحوظة: يجب حساب جميع النقاط النهائية بالضبط. إذا أحرز اللاعب الكثير من النقاط في جولة ما يجب حساب قيمة النقاط في الجولة قبل الجولة التالية واستمرار اللعب. مثال: في اللعبة التي يشترك بها 4 لاعبين والمباراة من 21 نقطة، والفريق 1 أحرز 19 نقطة ورمية واحدة فقط في الصندوق، الفريق 1 يخسر 3 نقاط ويعود 16 نقطة ثم تبدأ الجولة الثانية. ويتم حساب جميع الرميات في الجولة نحو التسجيل السلبي وليس فقط الرمية التي تتخطى الحدود. مثال: لدى الفريق 1 عدد 16 نقطة ثم يرمي حلقة في الصندوق ويحقق 3 نقاط ويتبعها برمية في الصندوق أيضًا حتى يكون الإجمالي 6 نقاط. تضاف الـ6 نقاط هذه إلى الـ16 نقطة السابقة ويكون المجموع 21 نقطة، يتم خصم 6 نقاط من 16 نقطة للفريق ويبدأ الجولة التالية بعدد 10 نقاط.

### أشكال متغيرة للعبة
4-لاعبون بالمباراة (2 لكل فريق) نقاط اللعب 21 نقطة.
3-لاعبون بالمباراة (كل يلعب لنفسه) نقاط اللعب 31 نقطة.
2-لاعب بالمباراة (كل يلعب لنفسه) نقاط اللعب 51 نقطة.